# Mendozite
La mendozite è un minerale.